# غوشنة بيضاوية
غوشنة بيضاوية (الاسم العلمي: Morchella ovalis) هي نوع من الفطريات يتبع جنس الغوشنة من الفصيلة الغوشنية.